# Victor André Cornil

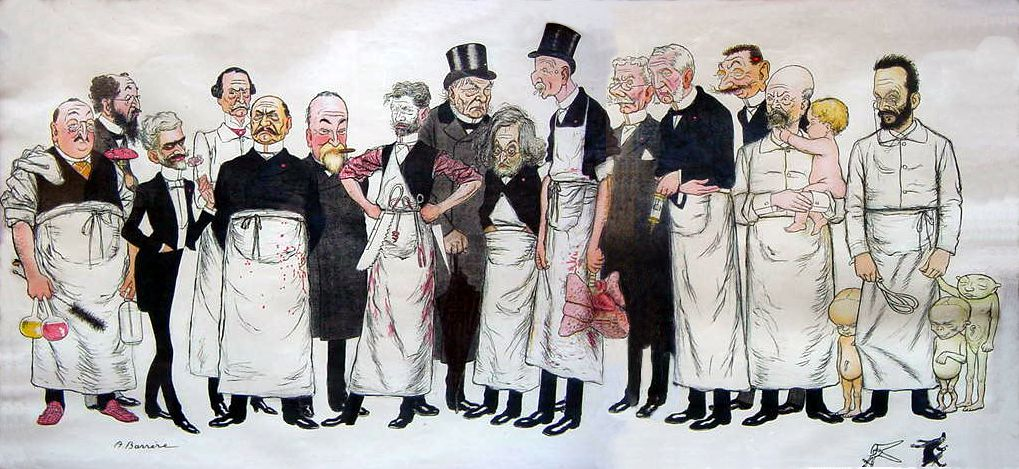
Membri della facoltà di medicina di Parigi (1904), caricatura di Adrien Barrère: André Chantemesse (1851–1919) Georges Pouchet (1833–1894) Paul Poirier (1853–1907) Paul Georges Dieulafoy (1839–1911) Georges Maurice Debove (1845–1920) Paul Brouardel (1837–1906) Samuel Jean de Pozzi (1846–1918) Paul Jules Tillaux (1834–1904) Georges Hayem (1841–1933) Victor André Cornil (1837–1908) Paul Berger (1845–1908) Jean Casimir Félix Guyon (1831–1920) Pierre-Emile Launois (1856–1914) Adolphe Pinard (1844–1934) Pierre-Constant Budin (1846–1907)

Victor André Cornil (Cusset, 1837 – Mentone, 1908) è stato un medico francese.

## Biografia
Studiò medicina a Parigi, laureandosi nel 1864. Nel 1869 diventa professeur agrègé alla facoltà di Parigi, e nel 1884 membro della Académie Nationale de Médecine e nel 1902 dell'Accademia reale svedese delle scienze.
Cornil si specializzo in anatomia patologica, e contribuì nei settori della bateriolgia, istologia e anatomia microscopica. Nel 1863 Cornil dimostrò evidenze istologiche che supportavano l'idea di Guillaume Duchenne delle paralisi poliomielitiche. Con l'austriaco Richard Heschl (1824-1881) e Rudolph Jürgens di Berlino, fu il primo ad usare il  violetto di metile in istologia. Nel 1864 fu il primo medico a descrivere l'artrite nei bambini, ovvero la artrite idiopatica giovanile o malattia di Still (Sir George Frederic Still 1868-1941).
Nel 1865, con Louis-Antoine Ranvier (1835-1922), fondò un laboratorio privato. Con Victor Babeș (1854-1926), scrisse un trattato sulla batteriologia, Les bactéries et leur rôle dans l’anatomie et l’histologie pathologiques des maladies infectieuses, e con Ranvier, Manuel d'histologie pathologique.
Divenne deputato della Chamber of Deputies nel 1876 fino al 1882. Nel 1885 Cornil venne eletto senatore fino al 1903.

## Opere selezionate
- Contribution à l'histoire du développement histologique des tumeurs épithéliales (1866).
- De la phtisie pulmonaire, étude anatomique, pathologique et clinique (Paris, 1867).
- Du cancer et de ses caractères anatomiques (1867).
- Manuel d'histologie pathologique (1869-76 with Louis-Antoine Ranvier, second edition 1881).
- Leçons élémentaires d'hygiène (1872).
- Leçons sur la syphilis, faites à l'hôpital de la Lourcine (1879).
- Les bactéries et leur rôle dans l'anatomie et l'histologie pathologique des maladies infectieuses (con Victor Babeş).
- Études sur la pathologie du rein (con Albert Brault).